# Mads Langers diskografi
Den danske singer-songwriter Mads Langers diskografi består af fem studiealbum, fire EP'er, og 32 singler.

## Album

### Studiealbum
| Titel                                                            | Album detaljer                                                                         | Højeste placering | Certificering                               |
| Titel                                                            | Album detaljer                                                                         | Danmark           | Certificering                               |
| ---------------------------------------------------------------- | -------------------------------------------------------------------------------------- | ----------------- | ------------------------------------------- |
| Attention Please                                                 | - Udgivet: 20. marts 2006 - Selskab: Copenhagen - Format: CD, download                 | —                 |                                             |
| Mads Langer                                                      | - Udgivet: 9. februar 2009 - Selskab: Copenhagen - Format: CD, download                | 12                | - Guld                                      |
| Behold                                                           | - Udgivet: 9. maj 2011 - Selskab: Svedala, Columbia, Sony Music - Format: CD, download | 2                 | - Guld (Behold) - 2× Platin (Behold Deluxe) |
| In These Waters                                                  | - Udgivet: 4. marts 2013 - Selskab: Svedala, Sony Music - Format: LP, CD, download     | 1                 | - 2× Platin                                 |
| Reckless Twin                                                    | - Udgivet: 18. marts 2016 - Selskab: Mr Radar, Sony Music - Format: CD, download       | 1                 | - Platin                                    |
| Where Oceans Meet                                                | - Udgivet: 1. oktober 2021 - Selskab: Sony Music - Format: LP, CD, download            | 24                |                                             |
| "—" markerer en udgivelse der ikke opnåede en hitlisteplacering. |                                                                                        |                   |                                             |

### Livealbum
| Titel        | Album detaljer                                                                  |
| ------------ | ------------------------------------------------------------------------------- |
| Live at Vega | - Udgivet: 19. december 2014 - Selskab: Svedala, Sony Music - Format: Streaming |

### EP'er
| Titel                                                            | Album detaljer                                                             | Højeste placering |
| Titel                                                            | Album detaljer                                                             | Danmark           |
| ---------------------------------------------------------------- | -------------------------------------------------------------------------- | ----------------- |
| Fact - Fiction. Pop - Or?                                        | - Udgivet: 7. februar 2008 - Selskab: Copenhagen - Format: Download        | —                 |
| Amstrdm EP                                                       | - Udgivet: 22. juli 2011 - Selskab: Svedala, Columbia - Format: Download   | —                 |
| Side Effects (Mads Langer & Tim Christensen)                     | - Udgivet: 17. juli 2014 - Selskab: RCA, Sony Music - Format: CD, download | —                 |
| All the Time, Sometimes                                          | - Udgivet: 10. november 2017 - Selskab: Sony Music - Format: Download      | 15                |
| "—" markerer en udgivelse der ikke opnåede en hitlisteplacering. |                                                                            |                   |

## Singler
| År                                                               | Titel                                                    | Højeste placering | Højeste placering | Højeste placering | Højeste placering | Højeste placering | Højeste placering | Højeste placering | Certificering                                                                | Album                   |
| År                                                               | Titel                                                    | Danmark           | Belgien           | Holland           | Italien           | Schweiz           | Tyskland          | Østrig            | Certificering                                                                | Album                   |
| ---------------------------------------------------------------- | -------------------------------------------------------- | ----------------- | ----------------- | ----------------- | ----------------- | ----------------- | ----------------- | ----------------- | ---------------------------------------------------------------------------- | ----------------------- |
| 2005                                                             | "Breaking News"                                          | —                 | —                 | —                 | —                 | —                 | —                 | —                 |                                                                              | Attention Please        |
| 2006                                                             | "Poem with No Rhyme"                                     | —                 | —                 | —                 | —                 | —                 | —                 | —                 |                                                                              | Attention Please        |
| 2006                                                             | "House of Life"                                          | —                 | —                 | —                 | —                 | —                 | —                 | —                 |                                                                              | Attention Please        |
| 2008                                                             | "Fact-Fiction"                                           | 11                | —                 | —                 | —                 | —                 | —                 | —                 | - Danmark: - Guld (download) - Platin (streaming)                            | Mads Langer             |
| 2009                                                             | "Wake Me Up in Time"                                     | —                 | —                 | —                 | —                 | —                 | —                 | —                 |                                                                              | Mads Langer             |
| 2009                                                             | "Too Close" (Mike Sheridan & Mads Langer)                | —                 | —                 | —                 | —                 | —                 | —                 | —                 |                                                                              | ikke-album single       |
| 2009                                                             | "Last Flower"                                            | —                 | —                 | —                 | —                 | —                 | —                 | —                 |                                                                              | Mads Langer             |
| 2009                                                             | "You're Not Alone"                                       | 17                | 29                | 52                | 6                 | 32                | 43                | 41                | - Danmark: - Guld (download) - Guld (streaming) - Italien: - Guld (download) | Mads Langer             |
| 2011                                                             | "Microscope"                                             | 37                | —                 | —                 | —                 | —                 | —                 | —                 | - Danmark - Guld (streaming)                                                 | Behold                  |
| 2011                                                             | "Riding Elevators"                                       | —                 | —                 | —                 | —                 | —                 | —                 | —                 |                                                                              | Behold                  |
| 2012                                                             | "Something New"                                          | —                 | —                 | —                 | —                 | —                 | —                 | —                 |                                                                              | Behold                  |
| 2013                                                             | "Elephant"                                               | 4                 | —                 | —                 | —                 | —                 | —                 | —                 | - Danmark - Platin (download) - 3× Platin (streaming)                        | In These Waters         |
| 2013                                                             | "Heartquake"                                             | 17                | —                 | —                 | —                 | —                 | —                 | —                 | - Danmark - Platin (streaming)                                               | In These Waters         |
| 2013                                                             | "No Gravity"                                             | 35                | —                 | —                 | —                 | —                 | —                 | —                 |                                                                              | In These Waters         |
| 2013                                                             | "I en stjerneregn af sne"                                | 1                 | —                 | —                 | —                 | —                 | —                 | —                 | - Danmark - 3× Platin                                                        | ikke-album single       |
| 2014                                                             | "Bringing Back Tomorrow" (Mads Langer & Tim Christensen) | 3                 | —                 | —                 | —                 | —                 | —                 | —                 |                                                                              | Side Effects            |
| 2015                                                             | "Now" (Kato featuring Mads Langer)                       | —                 | —                 | —                 | —                 | —                 | —                 | —                 |                                                                              | Now                     |
| 2015                                                             | "3AM"                                                    | 5                 | —                 | —                 | —                 | —                 | —                 | —                 | - Danmark - Platin                                                           | Reckless Twin           |
| 2016                                                             | "Tunnel Vision"                                          | —                 | —                 | —                 | —                 | —                 | —                 | —                 | - Danmark - Guld                                                             | Reckless Twin           |
| 2016                                                             | "Afterglow" (featuring Coco O.)                          | —                 | —                 | —                 | —                 | —                 | —                 | —                 |                                                                              | Reckless Twin           |
| 2017                                                             | "Unusual"                                                | —                 | —                 | —                 | —                 | —                 | —                 | —                 | - Danmark - Guld                                                             | All the Time, Sometimes |
| 2017                                                             | "Flawless"                                               | 16                | —                 | —                 | —                 | —                 | —                 | —                 | - Danmark - Platin                                                           | All the Time, Sometimes |
| 2018                                                             | "All the Time, Sometimes"                                | —                 | —                 | —                 | —                 | —                 | —                 | —                 |                                                                              | All the Time, Sometimes |
| 2018                                                             | "Move Mountains"                                         | —                 | —                 | —                 | —                 | —                 | —                 | —                 |                                                                              |                         |
| 2018                                                             | "Tag mig med"                                            | 11                | —                 | —                 | —                 | —                 | —                 | —                 | - Danmark - Guld                                                             |                         |
| 2019                                                             | "Mellem linjerne"                                        | —                 | —                 | —                 | —                 | —                 | —                 | —                 |                                                                              |                         |
| 2019                                                             | "Me Without You"                                         | —                 | —                 | —                 | —                 | —                 | —                 | —                 |                                                                              |                         |
| 2019                                                             | "Eyes Closed"                                            | —                 | —                 | —                 | —                 | —                 | —                 | —                 |                                                                              |                         |
| 2019                                                             | "Monsters in My Mind"                                    | —                 | —                 | —                 | —                 | —                 | —                 | —                 |                                                                              | Where Oceans Meet       |
| 2020                                                             | "21:4"                                                   | —                 | —                 | —                 | —                 | —                 | —                 | —                 |                                                                              | Where Oceans Meet       |
| 2020                                                             | "Life in Stereo"                                         | —                 | —                 | —                 | —                 | —                 | —                 | —                 |                                                                              |                         |
| 2021                                                             | "Hanging With You"                                       | —                 | —                 | —                 | —                 | —                 | —                 | —                 | - Danmark - Guld                                                             | Where Oceans Meet       |
| 2021                                                             | "For Danmark, for livet"                                 | —                 | —                 | —                 | —                 | —                 | —                 | —                 |                                                                              |                         |
| 2021                                                             | "Lightning"                                              | —                 | —                 | —                 | —                 | —                 | —                 | —                 |                                                                              | Where Oceans Meet       |
| 2022                                                             | "Double Trouble"                                         | —                 | —                 | —                 | —                 | —                 | —                 | —                 |                                                                              |                         |
| 2022                                                             | "Ukendt land (Min sang til Danmark)"                     | —                 | —                 | —                 | —                 | —                 | —                 | —                 |                                                                              |                         |
| "—" markerer en udgivelse der ikke opnåede en hitlisteplacering. |                                                          |                   |                   |                   |                   |                   |                   |                   |                                                                              |                         |

## Andre sange
| År                                                               | Titel | Højeste placering | Certificering                               | Album                    |
| År                                                               | Titel | Danmark           | Certificering                               | Album                    |
| ---------------------------------------------------------------- | --- | ----------------- | ------------------------------------------- | ------------------------ |
| 2009                                                             | "Forbandet stille" (Julie Maria featuring Mads Langer)                                                          | —                 |                                             | Yaguar                   |
| 2009                                                             | "Stille før storm"                                                                                              | —                 |                                             | En hyldest til Sebastian |
| 2010                                                             | "Sleeping with the Enemy" (Mika Vandborg featuring Mads Langer & Justin Hawkins)                                | —                 |                                             | 2010                     |
| 2010                                                             | "Min milits er ingen vits" (MC Sharif featuring Mads Langer)                                                    | —                 |                                             | H*A*S*H: The Soundtrack  |
| 2011                                                             | "Habits" (Maria Mena featuring Mads Langer)                                                                     | —                 |                                             | Viktoria                 |
| 2012                                                             | "Overgir mig langsomt"                                                                                          | 1                 | - Platin (download) - 2× Platin (streaming) | Toppen af Poppen Vol. 3  |
| 2012                                                             | "Ikk hate" | 15                |                                             | Toppen af Poppen Vol. 3  |
| 2012                                                             | "København (fra en DC 9)"                                                                                       | 2                 |                                             | Toppen af Poppen Vol. 3  |
| 2012                                                             | "Deep Sleep" | 22                |                                             | Toppen af Poppen Vol. 3  |
| 2012                                                             | "Alle har en drøm"                                                                                              | 7                 |                                             | Toppen af Poppen Vol. 3  |
| 2020                                                             | "Tættere end vi tror" (P3 featuring Tessa, Lukas Graham, Mads Langer, Jada, Benjamin Hav, Clara og Don Stefano) | 1                 | - Platin                                    |                          |
| 2022                                                             | "I Will Be There" (Kasper Winding featuring Mads Langer)                                                        | —                 |                                             | The Test of Time, Pt. 1  |
| "—" markerer en udgivelse der ikke opnåede en hitlisteplacering. | |                   |                                             |                          |